# Kastl (Landkreis Altötting)

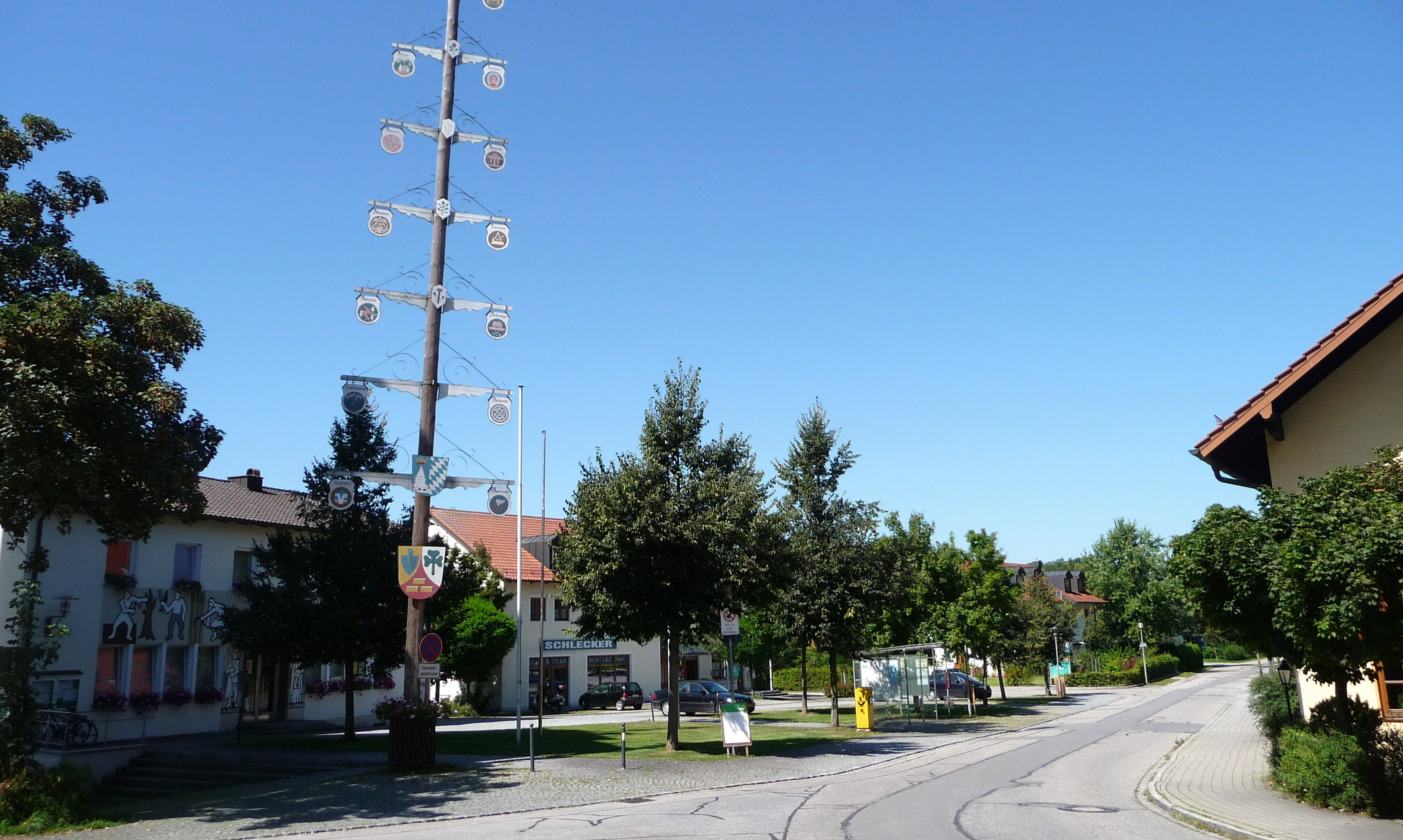
Der Dorfplatz von Kastl, links das Rathaus

Kastl ist eine Gemeinde im oberbayerischen Landkreis Altötting. Das gleichnamige Pfarrdorf ist Sitz der Gemeindeverwaltung.

## Gemeindegliederung
Es gibt 117 Gemeindeteile:
- Aichpoint
- Aigengrub
- Aigner am Holz
- Aigner am Wald
- Alberer
- Altenbuch
- Bachmaier an der Alz
- Baumgartner
- Berger am Brunn
- Bichl
- Bonauer
- Böslhäusl
- Brandstätt
- Brandstätt an der Alz
- Brunnjodl
- Dorfen
- Eder
- Edmaier
- Endfelln
- Erber
- Ettlberg
- Fagl
- Fellner i.Dorfen
- Ferndörfl
- Forster
- Forstergütl
- Freudelsberg
- Friedl
- Fuchs im Reit
- Fürstberg
- Gasteig
- Geier
- Geierschuster
- Gerl
- Gerlhof
- Gloneck
- Gröbn
- Grub
- Grund
- Haindl
- Hansbauer
- Hauslehen
- Herrenberg
- Hinterberg
- Hof
- Hub
- Jakobhub
- Kager
- Kagerer am Berg
- Kalteneck
- Kammerlehner
- Kastl
- Klaffl
- Klugham
- Kothdörfl
- Kronhof
- Maierhof
- Maierhöfl
- Meisterlehen
- Mittersaß
- Moosen
- Mühlhof
- Neuhäusl
- Niedersaß
- Nöhhäusl
- Obergöpping
- Oberöd
- Obersaß
- Oberthaling
- Pirach
- Popp am Wald
- Prähub
- Putz
- Radeck
- Radfelln
- Reichkobl
- Reit
- Riching
- Schachen
- Schauer
- Schießler
- Schmid
- Schmid i.Lehen
- Schmidhub
- Schnitzlehen
- Schönwinkl
- Schwaikl
- Schwarz
- Sebald
- Seidlalber
- Starneck
- Staudhub
- Stegen
- Steinberg
- Stepf
- Strahlehen
- Straß
- Straßdorfen
- Strickerschneider
- Strohhof
- Strohmaier
- Thalmann
- Untergöpping
- Unterthaling
- Wallner am Wald
- Weglehner
- Weindlgrub
- Weinthal
- Wichtl
- Wimmer am Weg
- Wimmer an der Alz
- Winkler am Holz
- Zauner
- Zimmermeister
- Zipfer am Berg
- Zwirglmaier
- Zwiselsberg

Gemarkungen sind der Altöttinger Forst, Forstkastl, Oberkastl und Unterkastl.

## Geschichte
Höfe im Gebiet um Kastl wurden 1233 erstmals urkundlich im „Urbar im scherigamt Ötting“ von Herzog Otto III. erwähnt. 
Die Kastuluskirche (heute Mariä Himmelfahrt) in Kastl wurde erstmals im Jahr 1430 in einem Urbar des niederbayerischen Herzogs erwähnt und war namensgebend für den Ort. Vermutlich wurde die Kastuluskirche um 1400 errichtet, nachdem die Chorherren des Kastulusstiftes in Moosburg den Herren des Kollegiatstifts in Altötting am 23. Januar 1393 eine Gebetsverbrüderung angeboten hatten. 
Das Gebiet „bei St. Kastl“ gehörte zum Rentamt Burghausen und zum Landgericht Neuötting des Kurfürstentums Bayern. Es wurden im Zuge der Verwaltungsreformen in Bayern 1818 die selbständigen politischen Gemeinden Oberkastl, Unterkastl und Forstkastl gebildet. 1869 scheiterte der Versuch einer Verwaltungsreform zum Zusammenschluss der Gemeinden. Erst am 1. Januar 1966 wurden die alten Gemeinden Oberkastl, Unterkastl und Forstkastl zur heutigen Gemeinde Kastl zusammengelegt. Neben dem landwirtschaftlichen Charakter ist Kastl heute auch eine Wohngemeinde. Im Ort befinden sich ein katholischer Kindergarten, eine Grundschule und ein Landgasthof.

Am 1. Januar 1978 trat die Gemeinde Randgebiete an zwei Nachbargemeinden ab. Auffang, Graming, Harrer am Holz, Klausen, Loha, Oberschlottham, Schmidt in Lindach, Unterschlottham und Wallner an der Osterwies kamen zu Altötting, Auberg, Barbermühle, Bernhard, Bichl, Binder, Brunnschneider, Grasset, Großriedl, Hausschneider, Helml, Jaindl, Kleinriedl, Neuhäusl, Pöschl in Auberg, Ramlehen, Seidelschmid, Trenkermühle, Wagner und Wührermuhle kamen zu Burgkirchen an der Alz.

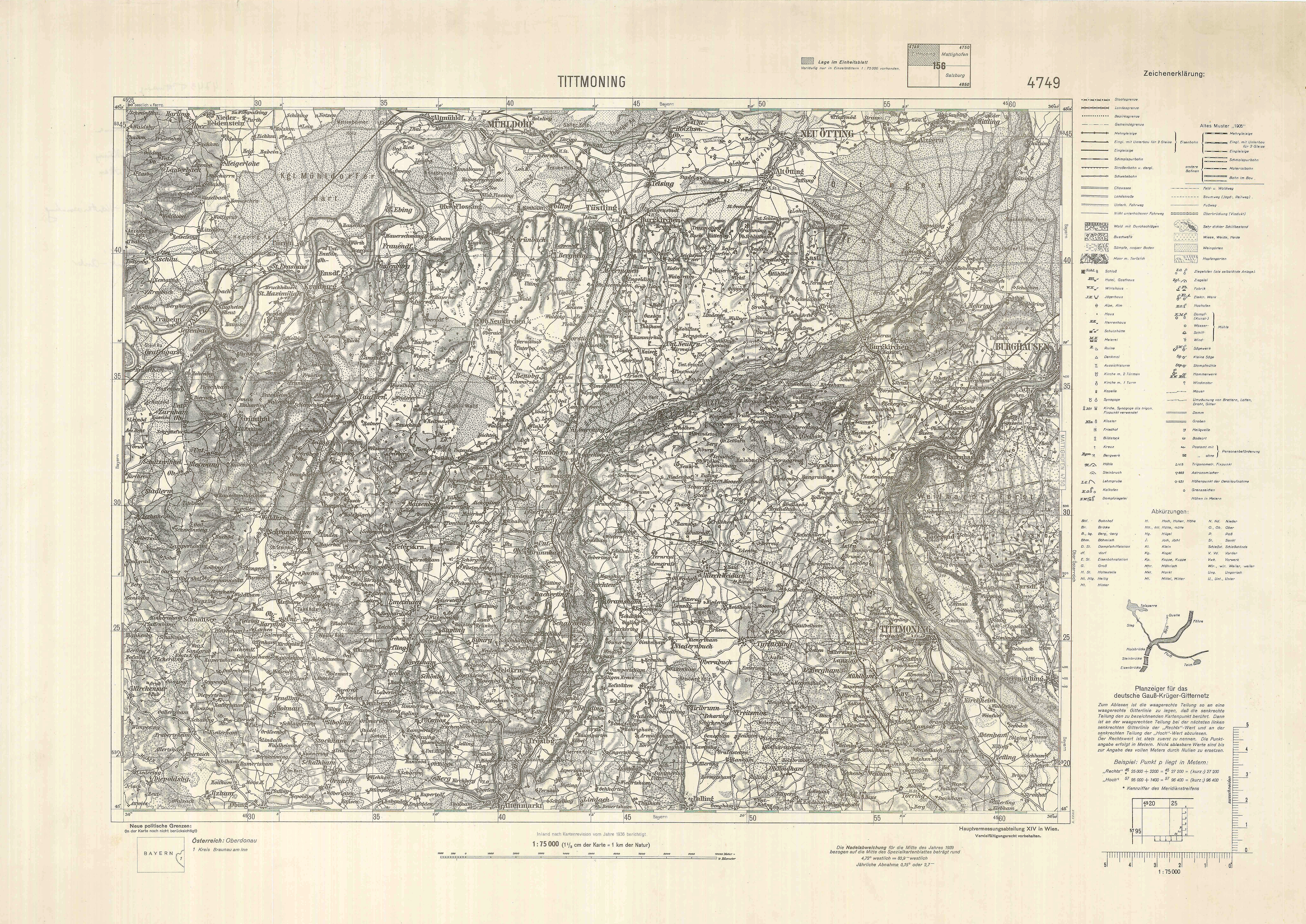
Kastl (rechts oben) und Umgebung in den 1930er Jahren (Aufnahmeblatt der 3. österreichischen Landesaufnahme)

## Einwohnerentwicklung
Zwischen 1988 und 2018 wuchs die Gemeinde von 1842 auf 2777 um 935 Einwohner bzw. um 50,8 %.

## Politik

### Gemeinderat
Nach der letzten Kommunalwahl am 15. März 2020 hat der Gemeinderat 14 Mitglieder. Die Wahlbeteiligung lag bei 63,5 % (2014: 57,6 %). Die Wahl brachte folgendes Ergebnis:
| Partei          | Sitze | Stimmenanteil |
| CSU/Unabhängige | 6     | (45,45 %)     |
| Freie Wähler    | 8     | (54,55 %)     |

Gegenüber der Amtszeit 2014 bis 2020 musste CSU/Unabhängige ein Mandat an die Freien Wähler abgeben. Weiteres Mitglied und Vorsitzender des Gemeinderates ist der erste Bürgermeister.

### Bürgermeister
Gottfried Mitterer (Freie Wähler) ist seit 1. Mai 2008 Erster Bürgermeister. Dieser wurde am 15. März 2020 mit 73,5 % der Stimmen für weitere sechs Jahre gewählt.

### Verwaltung
Die Gemeinde ist Mitglied der Verwaltungsgemeinschaft Unterneukirchen.

### Wappen
| Wappen der Gemeinde Kastl | Blasonierung: „Durch eine eingeschweifte rote Spitze, darin drei 1 zu 2 gestellte goldene Ziegelsteine, gespalten von Gold und Silber; vorne ein blaues Spatenblatt, hinten ein grünes Kleeblatt.“         |
| Wappen der Gemeinde Kastl | Wappenbegründung: Das Wappen verweist auf die beiden Säulen der Gemeinde: die Landwirtschaft und den noch lange üblichen Lehmabbau mit den Ziegelbrennereien im Ort. Dieses Wappen wird seit 1979 geführt. |

## Baudenkmäler
Zu den Sehenswürdigkeiten gehört die alte gotische Pfarrkirche Mariä Himmelfahrt, früher St. Kastulus (vom Märtyrer Castulus hat der Ort seinen Namen bekommen), aus dem Jahr 1504. Sie gilt nach der Renovierung 2004 als eine der schönsten Dorfkirchen in der Umgebung. Am Dorfplatz befindet sich ein Landgasthaus mit hauseigener Metzgerei. Im Gemeindegebiet befinden sich heute noch zwei alte Ziegeleien, welche schon seit einigen Jahren nicht mehr betrieben werden. Alte Bauernhöfe – oft aufwendig renoviert – gehören ebenso zum Gebiet dieser Flächengemeinde.

## Verkehr
Der Ort liegt etwa vier Kilometer von Altötting in Richtung Burgkirchen an der Alz unmittelbar an der Staatsstraße 2107. Der Bahnhof Kastl liegt an der Bahnstrecke Tüßling–Burghausen.

## Söhne und Töchter der Gemeinde
- Christoph Froschauer (um 1490–1564), Drucker und Verleger, Bürger von Zürich, Gründer von Orell Füssli
- Franz Haindl (1879–1941), Politiker (Wirtschaftlichen Vereinigung, DBP), NS-Opfer